# Wu Yigong
Wu Yigong (吴贻弓; 1 de desembre de 1938 - 14 de setembre de 2019) va ser un director i productor de cinema xinès.

## Biografia
Nascut a Hangzhou, Zhejiang, Wu Yigong es va matricular al departament de direcció de l'Acadèmia de cinema de Pequín el 1956. Després de graduar-se el 1960, va ser nomenat assistent de direcció a la fàbrica de cinema Haiyan de Xangai.
La seva primera pel·lícula en solitari, Chéng nán Jiùshì (城南旧事),a guanyar el 3r Jinji Jiang al millor director. Les seves altres pel·lícules inclouen Ba shan ye yu (巴山夜雨) (1r premi Jinji Jiang a la millor pel·lícula) (codirigida amb Wu Yonggang), Shao ye de mo nan (少爷的磨难), i Que li ren jia (阙里人家), entre d'altres.
Wu va exercir com a president de l'Shanghai Film Studio, així com el director general de la General Shanghai Film Corporation i el president de la Shanghai Film Bureau.
Es va unir al PCC el juny de 1985 i va ser membre suplent dels 14è i 15è Comitès Centrals del Partit Comunista Xinès.
Wu va morir el 14 de setembre de 2019 a l'Hospital Ruijin, Xangai. Tenia 80 anys.

## Filmografia (com a director)
| Any  | Títol                  | Títol xinès  | Notes                                                                                    |
| ---- | ---------------------- | ------------ | ---------------------------------------------------------------------------------------- |
| 1980 | Ba shan ye yu          | 巴山夜雨     | Co-direigida amb Wu Yonggang                                                             |
| 1980 | Wo men de xiao hua mao | 我们的小花猫 | Curtmetratge (35 mins) co-dirigit amb Zhang Yuqiang                                      |
| 1983 | Cheng nan Jiushi       | 城南旧事     |                                                                                          |
| 1984 | Sister                 | 姐姐         |                                                                                          |
| 1985 | University in Exile    | 流亡大学     |                                                                                          |
| 1987 | Shao ye de mo nan      | 少爷的磨难   | Co-produIda amb Alemanya Occidental i també coneguda com Ein Chinese sucht seinen Mörder |
| 1988 | 18 Years Old Man       | 十八岁男子汉 | Telefilm en dues parts.                                                                  |
| 1990 | Return with the Moon   | 月随人归     |                                                                                          |
| 1992 | Que li ren jia         | 阙里人家     |                                                                                          |
| 1997 | The Soul of the Sea    | 海之魂       |                                                                                          |
| 1998 | Anna Chennault         | 陈香梅       | Sèrie de 18 episodis sobre Anna Chennault                                                |
| 2002 |                        | 风帆         | Sèrie de 8 episodis                                                                      |
| 2018 | na xie nv ren          | 那些女人     | Co-dirigida amb Jiang Ping i Li Zuonan                                                   |